# Cafundó
Cafundó es un grupo de percusión de Buenos Aires, Argentina, fundado a mediados de 2008 bajo el nombre Timbó. 
En 2009, tras algunos cambios en su formación, pasó a llamarse definitivamente Cafundó. Desde entonces investiga el sambareggae y otras manifestaciones culturales de raíz afro con la intención de transmitir y desarrollar este género en Buenos Aires, y de nutrirlo con la experiencia individual que aporta cada uno de sus integrantes.

## Historia
Desde sus comienzos en la plaza de “Boyacá y Juan B Justo” en Villa Mitre, hasta su posterior mudanza hacia la “Estación de los Deseos” (espacio histórico recuperado por los vecinos del barrio de Caballito) Cafundó ensaya ininterrumpidamente desde 2009 hasta la actualidad. El grupo se ha presentado en cientos de escenarios porteños y bonaerenses y viaja por todo el país tocando en vivo y dictando talleres, clínicas y clases especiales. Ha compartido escenario con artistas internacionales como Juana Fe y Chico Trujillo (Chile); Olodum, Marcelo D2, Pedro Luís y Monobloco (Brasil) y Daniel Maza y Hugo Fattoruso (Uruguay).
En febrero de 2012 Cafundó viajó a Salvador de Bahía (Brasil) para estudiar, interactuar con los blocos locales y aprender de su folclore. A raíz del estrecho vínculo generado con Mestre Pacote do Peló (Tambores e Cores, Olodum) y otros músicos reconocidos de la escena popular bahiana, Cafundó tuvo a principios de 2012 la oportunidad de presentarse en forma oficial en el Carnaval de Salvador de Bahía, convirtiéndose en la primera agrupación argentina en formar parte de este evento.
A mediados de 2017 el proyecto Cafundó fue declarado de interés cultural por la Legislatura de la Ciudad de Buenos Aires y también recibió una mención especial de la Cancillería Argentina.
Ese mismo año la banda viajó a España, para participar en distintos festivales, escenarios y pasacalles junto a diferentes agrupaciones del circuito percusivo local. En un mes recorrieron más de 5.000 km de rutas españolas tocando en vivo y dictando talleres. Esta experiencia le valió a Cafundó la posibilidad de entablar relaciones con diferentes bandas percusivas en España y Euskadi, y poder volver a dichos países en 2018 y 2019.

## Música
A lo largo de su historia Cafundó ha propuesto distintos espectáculos percusivos. Por un lado el ensamble de tambores tradicional (inspirado en los blocos afro de Salvador de Bahía) que suele presentarse entre la gente, y que es la esencia del grupo. Y por otro lado, distintas propuestas artísticas que tienen la misma raíz folclórica (es decir, a los tambores afro bahianos como corazón de su espectáculo) pero mixturada con otros condimentos e ideas musicales. El primer resultado de esta mixtura fue Cafundó + 10 Orquesta. Surgido en septiembre de 2012, el espectáculo propone la conjunción del bloque percusivo con una orquesta de vientos e invitados especiales para cada show. 27 músicos arriba del escenario interpretando composiciones propias (instrumentales) y clásicos de la oreja argenta. En 2014 salió a la luz Cafundó +10 Orquesta, el primer disco de Cafundó, que representa esta etapa de la banda y que tiene como cantantes invitados a Pandeiras, Kódigo, "Condor" Sbarbati de Bersuit Vergarabat, Juan Carlos Baglietto y Savia.
El haber compuesto arreglos percusivos para diferentes obras propias, sumado a la experiencia de haber grabado en su primer disco una versión de Coming in from the cold de Bob Marley junto al trío vocal Savia, entusiasmó a Cafundó para seguir ahondando en las raíces del reggae. Siendo este género piedra fundacional del origen del sambareggae a fines de los 80`s, la banda Cafundó enseguida se sintió muy cómoda recorriendo estos márgenes de la música afro. Fue así como en octubre de 2015 ensayaron por primera vez su segundo espectáculo 'Cafundó presenta Survival de Bob Marley, un homenaje musical al disco que grabó Bob Marley junto a The Wailers en el '79. Con arreglos que evocan constantemente al folclore bahiano, Banda Cafundó reversionó en clave de sambareggae todos los tracks del undécimo álbum de estudio del ícono del reggae jamaiquino. En noviembre de 2016 este trabajo fue grabado y filmado en vivo en el teatro Caras y Caretas, dando lugar así al segundo disco y primer DVD del grupo: Cafundó presenta Survival.

### En la actualidad
Con los años, las experiencias de "+ 10 Orquesta" y "Survival" decantaron en un proyecto nuevo, que tiene en su génesis un poco de ambas. Por un lado, retomar la idea de componer canciones propias como sucedió con el primer disco, y por otro, utilizar teclados, bajo, guitarra y voces como parte estable de la banda con la intención de generar un soporte musical que lleve a las canciones de Cafundó a un público más amplio. Sin abandonar la presencia esencial de su fuerza percusiva, desde 2017 Banda Cafundó propone en su espectáculo de escenario un combo de canciones propias y versiones.

## Discografía

### Álbumes de estudio
- 2014 — Cafundó + 10 Orquesta
- 2019 — Memoria del fuego

### Álbumes en vivo
- 2016 — Banda Cafundó - Survival (Bob Marley)

## Talleres Cafundó (Escuela de percusión)
Siendo un grupo formado en su mayoría por músicos docentes, desde el año 2010 Cafundó viene trabajando con el objetivo de trasladar su experiencia profesional al ámbito de la enseñanza. Así han surgido los Talleres Cafundó con la intención de generar un espacio de aprendizaje y de interacción social a través de un ensamble percusivo. De manera independiente y autogestiva durante el año 2011 Cafundó logró convertir aquellos talleres iniciales en una escuela de percusión que actualmente cuenta con un cuerpo docente, instrumentos propios, diferentes sedes para dictar clases en puntos estratégicos de la ciudad y con alrededor de 500 alumnos distribuidos en diferentes talleres orientados a niños, adolescentes y adultos.